# The War (chanson)
Pour les articles homonymes, voir The War.
Singles de Angels and Airwaves
Do It for Me Now
(2006) Everything's Magic
(2007)
Pistes de We Don't Need to Whisper
A Little's Enough
(5) The Gift
(7)
The War est une chanson du groupe Angels & Airwaves qui apparaît sur l'album We Don't Need to Whisper. C'est le 4e et dernier single de l'album sortie le 26 octobre 2006. 

## Liste des pistes
| The War | The War | The War           | The War | The War | The War | The War | The War | The War | The War |
| No      | Titre   | Auteur            | Durée   |         |         |         |         |         |         |
| ------- | ------- | ----------------- | ------- | ------- | ------- | ------- | ------- | ------- | ------- |
| 1.      | The War | Angels & Airwaves | 5:08    |         |         |         |         |         |         |
| 5:08    |         |                   |         |         |         |         |         |         |         |